# Апи
Апи е името на остров в Индонезия с вулканичен произход. Намира се в море Банда, а вулканът се издига на височина 640 m. Името на острова означава „огън“ на индонезийски език. Известен е отдавна поради търговията с подправки, която португалците и холандците развиват. Сведения за изригване на вулкана има от 1586, като изригванията са предимно от стромболски тип (от кратера на върха), но е имало и по-мощни изригвания, при които лавовият поток е достигал брега. В периода 1586 – 1901 е имало общо около 20 изригвания. Проявява активна вулканична дейност през 17-19 век, като изригванията през 1690-96 и 1820 имат разрушителни последици.
Последно вулканът на о. Апи изригва на 9 май 1988 и са евакуирани около 8000 души, като 4 души загиват поради неизпълнение на заповедта за евакуация. В резултат на около 3 km надморска височина се издигат тефра и газове. Вулканичната дейност затихва до 18 май 1988 след три лавови излива.